# Harrisville (Virginia Occidental)
Harrisville es un pueblo ubicado en el condado de Ritchie en el estado estadounidense de Virginia Occidental. En el Censo de 2010 tenía una población de 1876 habitantes y una densidad poblacional de 454,41 personas por km².

## Geografía
Harrisville se encuentra ubicado en las coordenadas 39°12′43″N 81°2′55″O / 39.21194, -81.04861. Según la Oficina del Censo de los Estados Unidos, Harrisville tiene una superficie total de 4.13 km², de la cual 4.1 km² corresponden a tierra firme y (0.63%) 0.03 km² es agua.

## Demografía
Según el censo de 2010, había 1876 personas residiendo en Harrisville. La densidad de población era de 454,41 hab./km². De los 1876 habitantes, Harrisville estaba compuesto por el 98.56% blancos, el 0.27% eran afroamericanos, el 0.05% eran amerindios, el 0.32% eran asiáticos, el 0% eran isleños del Pacífico, el 0.16% eran de otras razas y el 0.64% pertenecían a dos o más razas. Del total de la población el 0.75% eran hispanos o latinos de cualquier raza.